# دان ديزموند
دان ديزموند (بالإنجليزية: Dan Desmond)‏ هو سياسي أيرلندي، ولد في 3 أكتوبر 1913، وتوفي في 9 ديسمبر 1964.

## مناصب
- في 1948 Irish general election [الإنجليزية]‏، انتخب نائب دييل عن دائرة Cork South (Dáil constituency) [الإنجليزية]‏ وقد انضم خلال فترته النيابية ‏ (18 فبراير 1948 – 2 مايو 1951) للكتلة البرلمانية حزب العمال (جمهورية أيرلندا).
- في 1951 Irish general election [الإنجليزية]‏، انتخب نائب دييل عن دائرة Cork South (Dáil constituency) [الإنجليزية]‏ وقد انضم خلال فترته النيابية ‏ (13 يونيو 1951 – 23 أبريل 1954) للكتلة البرلمانية حزب العمال (جمهورية أيرلندا).
- في 1954 Irish general election [الإنجليزية]‏، انتخب نائب دييل عن دائرة Cork South (Dáil constituency) [الإنجليزية]‏ وقد انضم خلال فترته النيابية ‏ (2 يونيو 1954 – 13 ديسمبر 1956) للكتلة البرلمانية حزب العمال (جمهورية أيرلندا).
- في الانتخابات العمومية الإيرلندية 1957 [الإنجليزية]‏، انتخب نائب دييل عن دائرة Cork South (Dáil constituency) [الإنجليزية]‏ وقد انضم خلال فترته النيابية ‏ (20 مارس 1957 – 1 سبتمبر 1961) للكتلة البرلمانية حزب العمال (جمهورية أيرلندا).
- في الانتخابات العمومية الإيرلندية 1961 [الإنجليزية]‏، انتخب نائب دييل عن دائرة Cork Mid (Dáil constituency) [الإنجليزية]‏ وقد انضم خلال فترته النيابية ‏ (11 أكتوبر 1961 – 9 ديسمبر 1964) للكتلة البرلمانية حزب العمال (جمهورية أيرلندا).